# Reformierte Kirche Ilanz

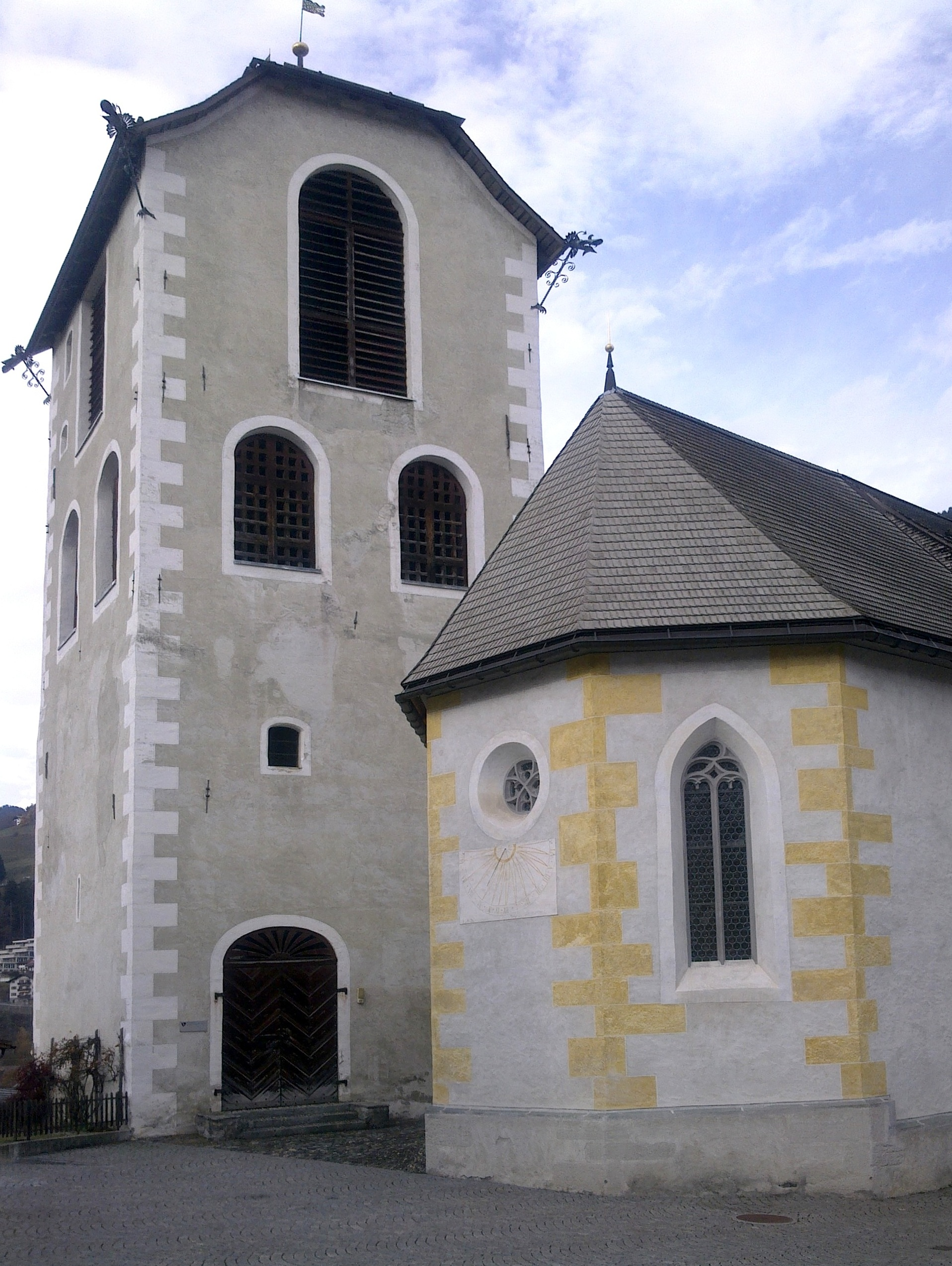
Kirche und Glockenturm

Die reformierte Kirche (auch geläufig St. Margarethenkirche) in Ilanz in der Surselva im Kanton Graubünden ist ein denkmalgeschütztes evangelisch-reformiertes Gotteshaus mitten im Städtli und Predigtkirche der reformierten Kirchgemeinde. Daneben besteht die historisch bedeutsame St. Martinskirche.

## Geschichte
Ursprünglich stand am heutigen Ort der Kirche im Städtli eine Marienkapelle, die 765 im Testament von Bischof Tello erwähnt wird.  Ein zweiter Kirchenbau von 1288 stand unter dem Patrozinium der heiligen Margaretha, fiel aber dem Stadtbrand von 1483 zum Opfer. In vorreformatorische Zeit fällt der spätgotische Neubau von 1494, während die Fertigung des Kirchenschiffs mit Wandmalereien mit zahlreichen Motiven besonders zur Gestalt des Todes in die unmittelbare Anfangszeit der Reformation reicht. Am Wandtabernakel findet sich das Steinmetzzeichen von Sebold Westtolf.
Die Kirche wurde 1934 einer Renovierung und 1986 bis 1990 letztmalig einer Restaurierung unterzogen. Der Kirchturm mit Walmdach steht getrennt von der Kirche. Er dient seit 1438 als Glockenturm und wurde zeitweise auch als burgartiger Wehrturm genutzt. Es wird vermutet, dass der Turm mit der verschwundenen Burg Brinegg identisch ist. Das Geläut besteht aus fünf Glocken und stammt aus dem Jahr 1932.

## Ausstattung

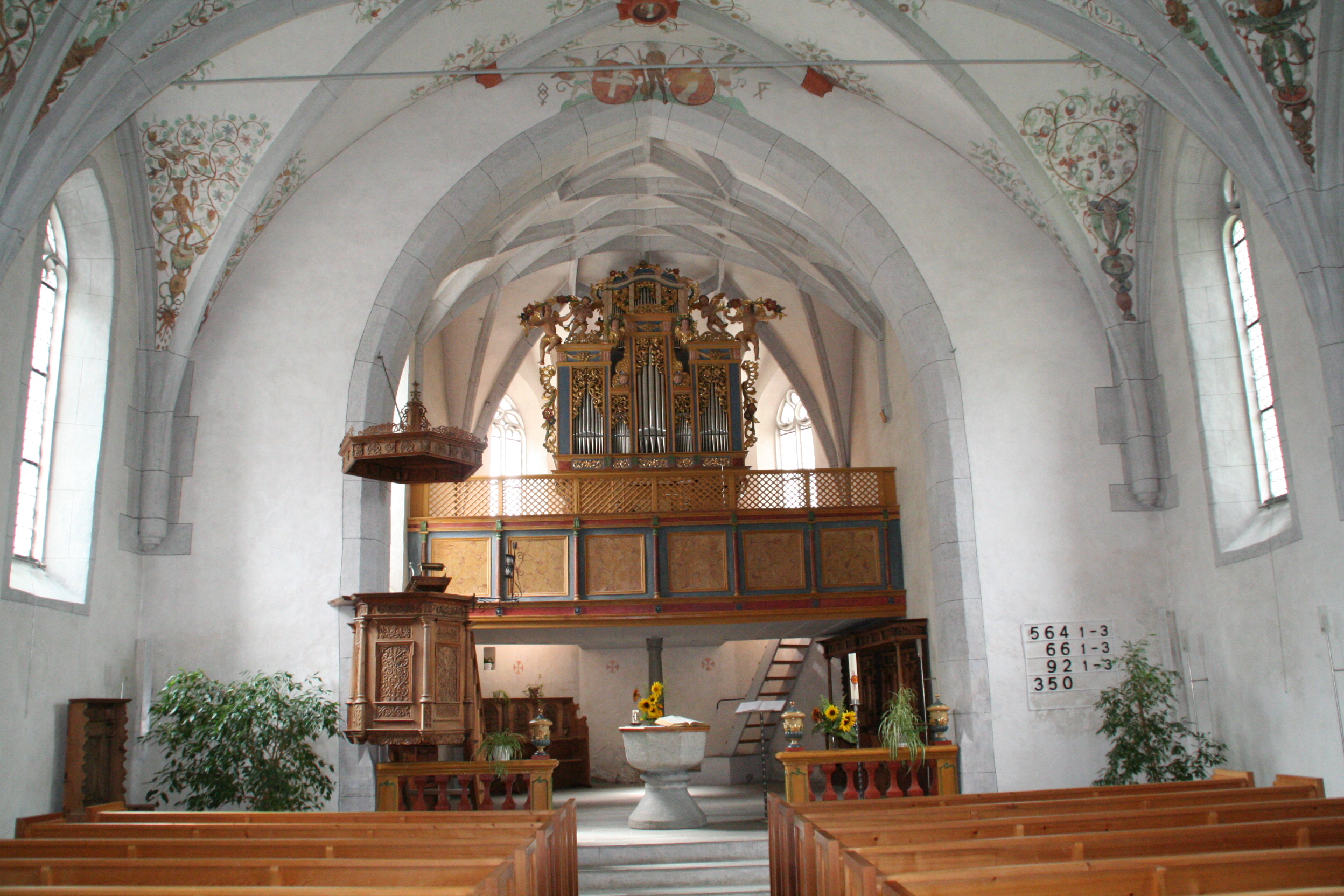
Innenansicht

Der Chor zeichnet sich aus durch ein ausdifferenziertes und verästeltes Netzgewölbe. Zudem findet sich in ihm eine Sakramentsnische aus der Gründungszeit und zentral ein achteckiger Taufstein aus der Zeit vor dem 14. Jahrhundert. Die Kanzel stammt aus der Zeit nach den Bündner Wirren 1669, die Orgel aus dem Jahr 1760; sie wurde mit ihrem opulenten Prospekt 1990 eingebaut. Im Chor steht ein Chorgestühl aus dem 17. oder 18. Jahrhundert.
Die Bilder im Deckengewölbe wurden anlässlich der Renovation von 1934 freigelegt. Im Mittelfeld sind die Symbole der vier Evangelisten gemalt, auffallend sind die Darstellungen des Todes in den Zwickeln, in denen der Tod nicht als Gerippe dargestellt ist. Datiert sind sie mit 1518.

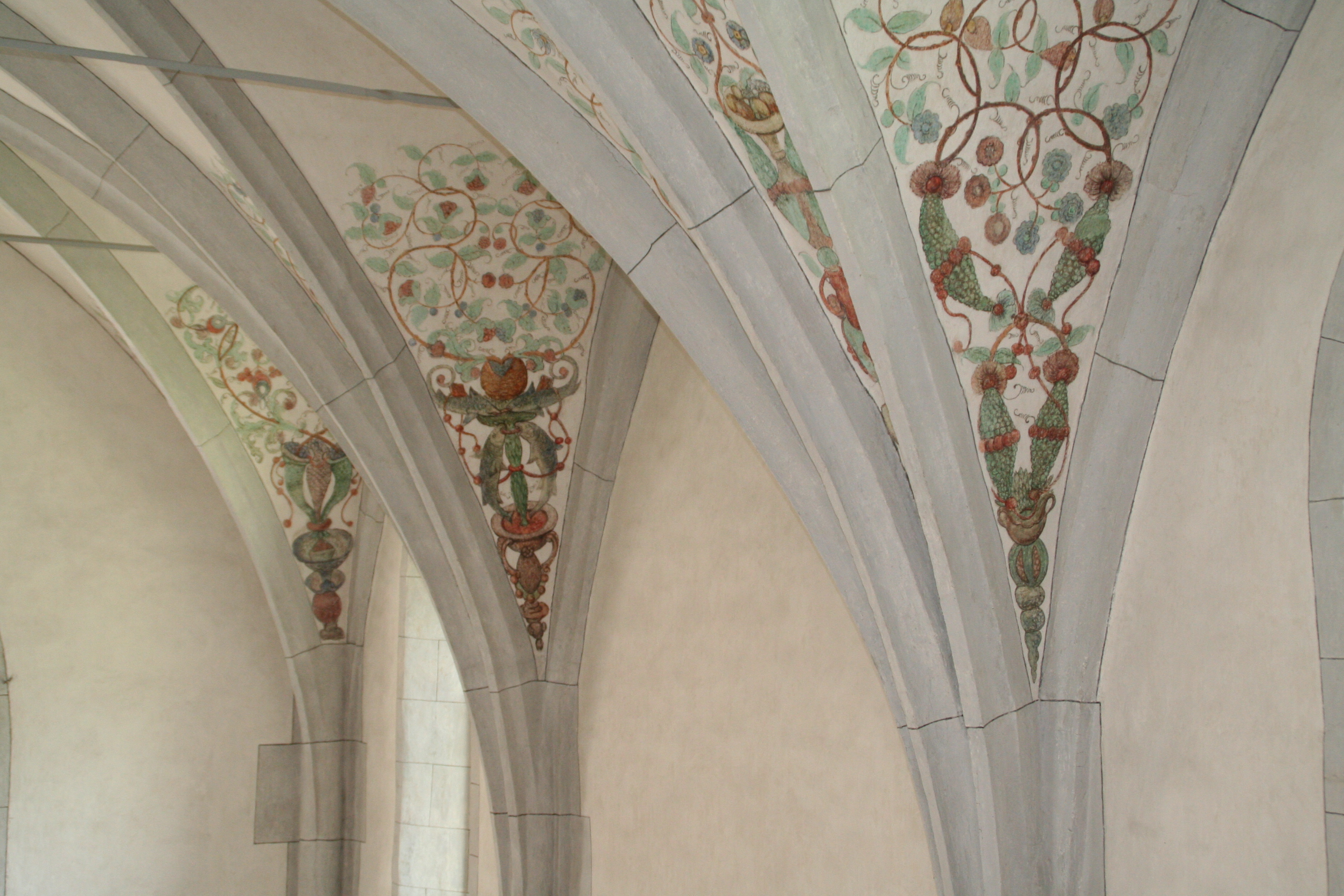
Symbole des Lebens
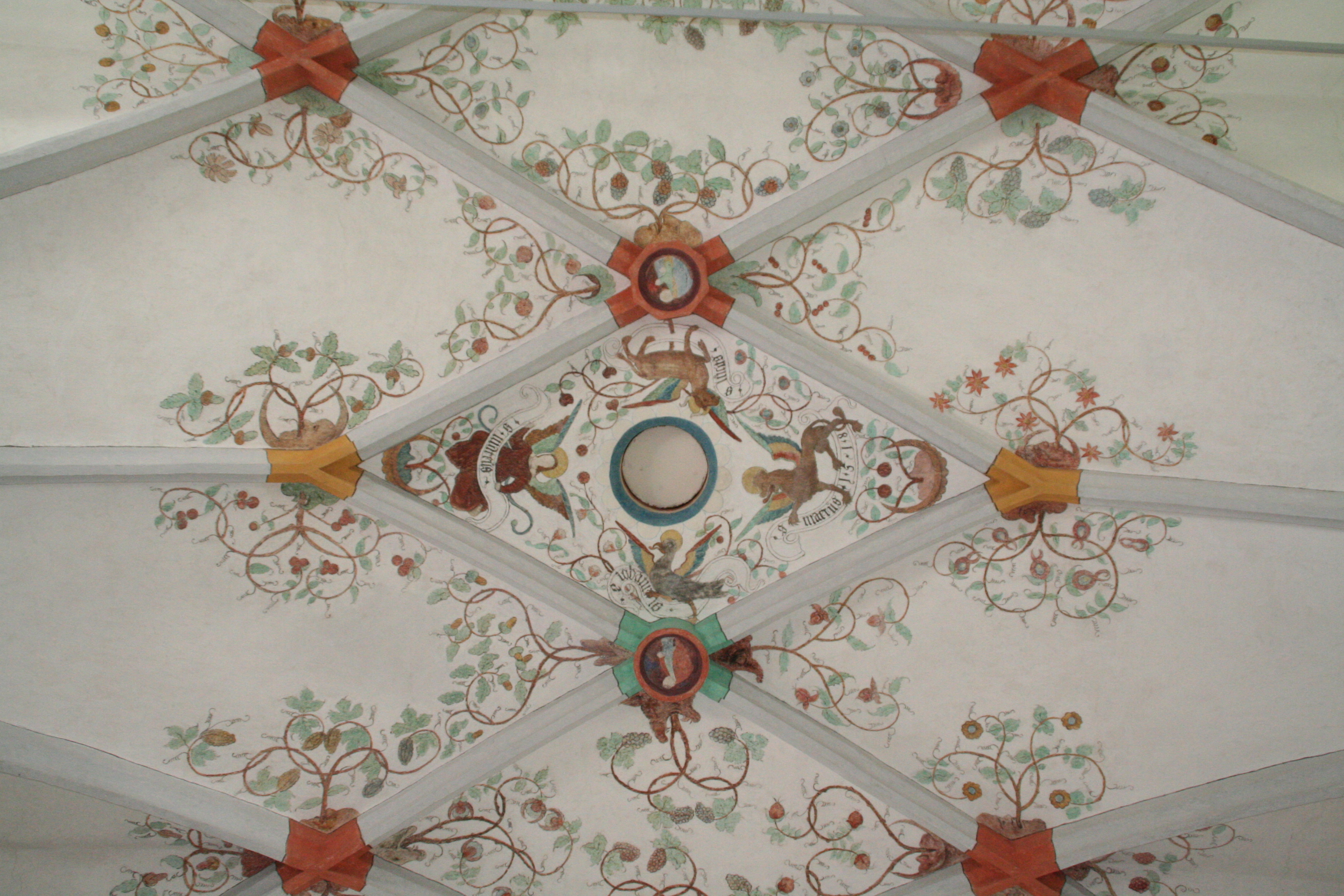
Symbole der Evangelisten
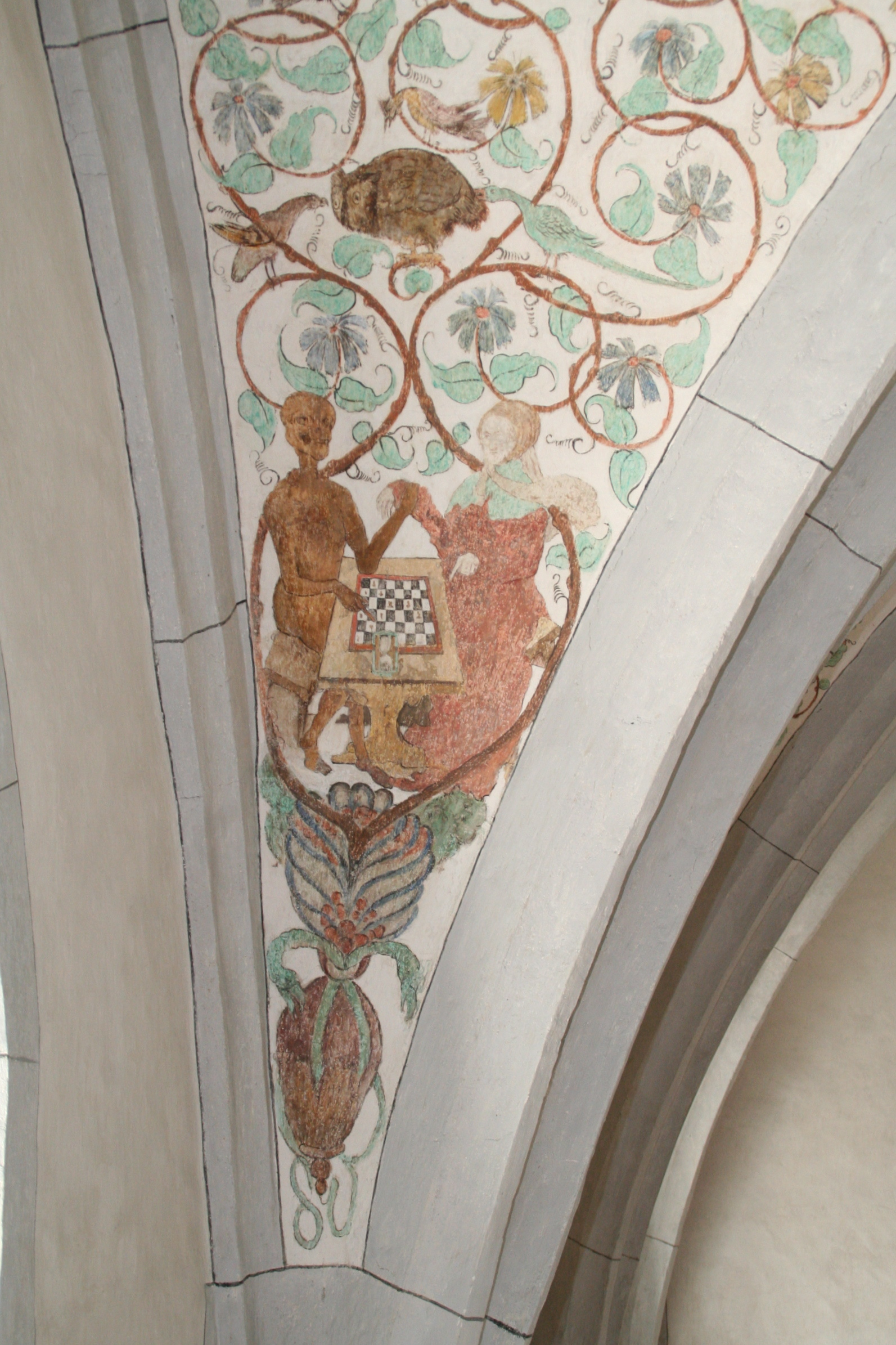
Tod als Schachspieler
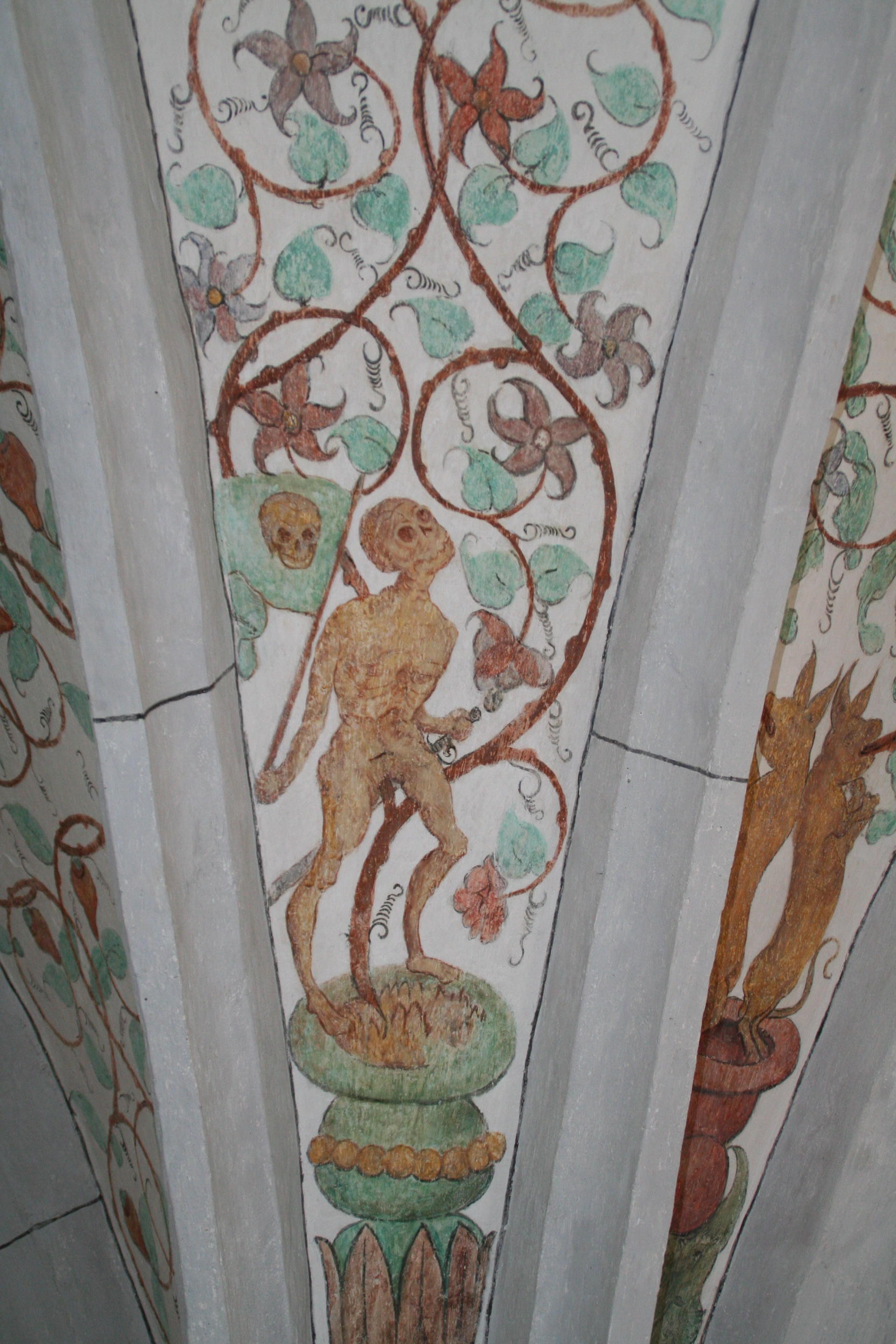
Darstellung des Todes

## Kirchliche Organisation
Ilanz gehört als eigenständige Kirchgemeinde zur evangelisch-reformierten Landeskirche Graubünden.